# Ely Forcada
Eliseo Peris Forcada (Almazora, Castellón, España; 30 de junio de 1949) es un cantante español de música romántica, conocido artísticamente como Ely Forcada.

## Trayectoria artística
En la Universidad Laboral de Tarragona formó el grupo The Silver Stones. Cuando llegó de vacaciones formó el grupo Los Cimarrones que luego pasaron a ser Los D-2. En ambos casos era el vocalista principal.
Al terminar sus estudios, con la formación de Los D-2 viajaron hasta Madrid para conseguir la fama. Llegaron a actuar en la mítica Cadena Consulado de la capital durante varios meses con éxito, algo muy difícil de conseguir para otros grupos.
Alguien de una discográfica llamada Marfer se fijó en ellos y les grabó un sencillo con el que participaron en el Festival de Benidorm del año 1969. Consiguieron un segundo puesto y el premio a la mejor letra con la canción Don José. 
El grupo comenzó a disolverse en 1970 y a él llegó una nueva oportunidad, esta vez como solista, en 1971 con el nombre artístico de Ely. Le propusieron participar en el XIII Festival de Benidorm y en esta ocasión consiguió el Primer Premio y la Sirenita de Oro con la canción Mi rincón, una canción de Mario Sellés y Miguel Portolés.
Con este éxito, su carrera musical se vio truncada por el servicio militar, y posteriormente siguió vinculado al negocio musical formándose y siendo uno de los mánagers musicales más prestigiosos del mercado español, con su agencia de representación artística Elite Producciones. Por sus filas pasaron artistas de gran éxito como Azul y Negro, Juan Bau, Glamour, Tennessee, Amistades Peligrosas, David Santisteban, Augusto Algueró, Los Panchos, La Década Prodigiosa o Los Brincos.
Posteriormente se dedicó a la producción de musicales para teatros, con producciones como Grease Tour, Beatles La Leyenda, Flashdance o Nino Bravo.
Miembro de la Academia de Televisión y de las Ciencias y Artes del Audiovisual desde 2009.

## Reconocimientos
- En 1969 quedó segundo en el Festival de Benidorm con su grupo Los D-2.
- En 1971 ganó el Festival de Benidorm con la canción Mi rincón de Mario Sellés y Miguel Portolés.

## Producción teatral
Desde 1998 Eliseo se dedica a la producción de musicales. 
- 1998 - Actualidad: Grease Tour. Empezó con el concierto musical Grease Tour (más tarde llamado Brillantina por cuestiones de licencias).
- 2010 - Actualidad: Nino Bravo, el musical. La familia de Nino Bravo le otorgó la licencia para realizar el musical de la vida del gran cantante valenciano, realizado por el famoso Fernando Navarrete.